# Paraplusoort

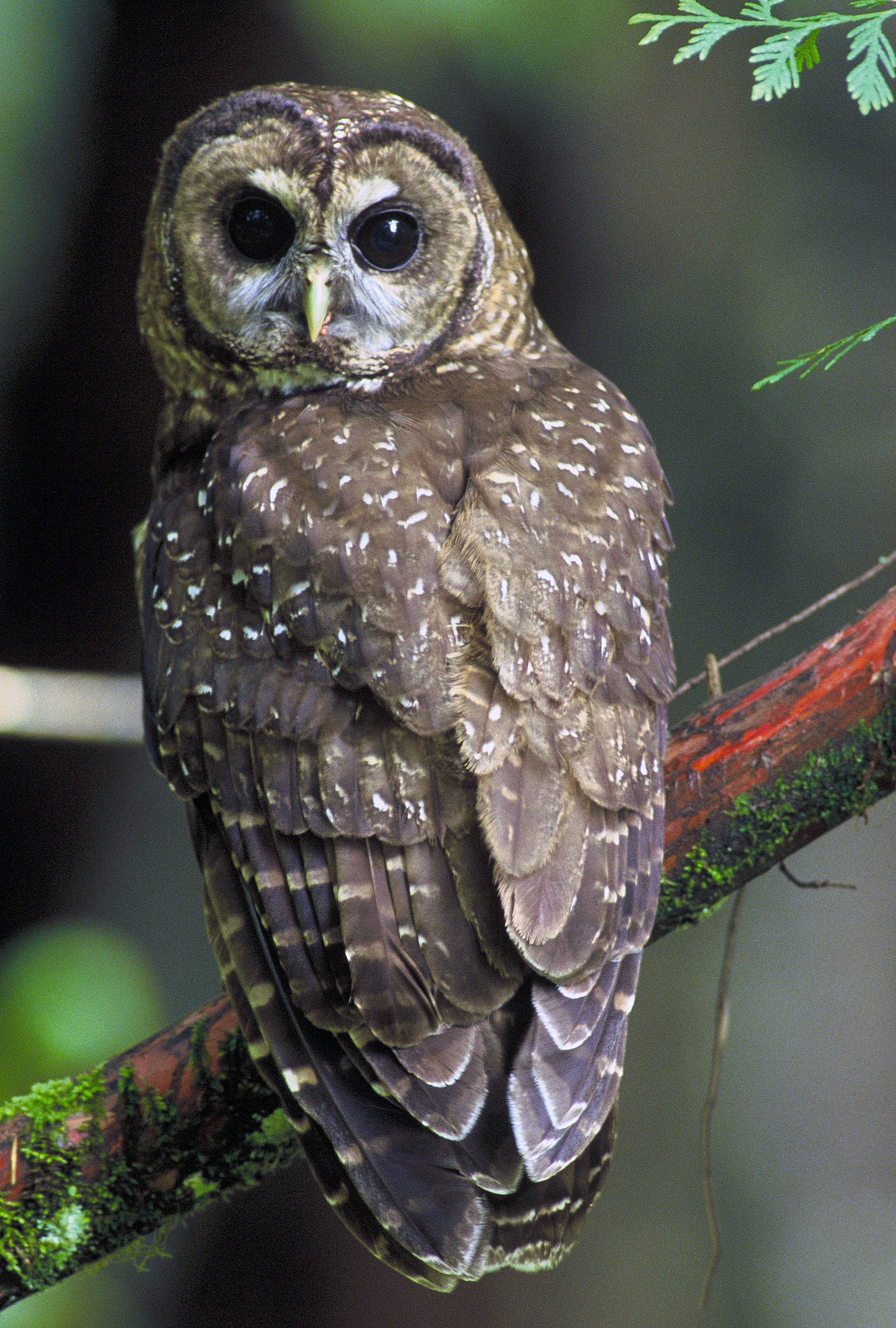
Gevlekte bosuil waarvan de Noordelijke ondersoort paraplusoort is in USA

Een paraplusoort (Engels: Umbrella species) is een soort waarvan de bescherming leidt tot bescherming van andere in dezelfde regio of hetzelfde ecosysteem voorkomende soorten. De aanduiding wordt voor natuurbescherming, -beleid en -beheer gebruikt.

## Herkomst
De term Umbrella species is omstreeks de jaren 1980 opgekomen en ontwikkeld. Met deze term zou bescherming van soorten, genen en ecosystemen beter op elkaar afgestemd kunnen worden.
Zo zou bijvoorbeeld de bescherming van de Noordelijke gevlekte bosuil tot een zodanige bescherming van zijn leefgebied leiden, dat ook daar voorkomende mollusken en salamanders beter beschermd zouden worden.

## Kritiek
In de wetenschappelijke literatuur is er kritiek op het begrip paraplusoort omdat vaak niet duidelijk is of het beschermen van de paraplusoort echt de bescherming van andere soorten tot gevolg heeft. Dat zou wel het geval zijn als de paraplusoort tegelijk sleutelsoort is. Het belang van paraplusoorten bij de mobilisatie van publieke steun voor natuurbescherming zou echter opwegen tegen het gebrek aan ecologische onderbouwing.

## België
In België wordt de term paraplusoort gebruikt in het natuurbeleid. Het natuurbeschermingsplan 2015 voor de Antwerpse haven richtte zich bijvoorbeeld op 14 paraplusoorten, en niet op alle circa 100 te beschermen soorten. De gedachte hierbij is dat de andere te beschermen soorten als het ware ”meeliften” als voor de paraplusoorten de juiste inrichtings- en behoudmaatregelen zijn getroffen. Voorbeelden van paraplusoorten in het havengebied zijn blauwborst, bruin blauwtje, groenknolorchis, meervleermuis, moeraswespenorchis, rugstreeppad, slechtvalk en zwartkopmeeuw.